# Lista över arbetslivsmuseer i Östergötlands län
Här följer en förteckning över arbetslivsmuseer i Östergötlands län.

## Östergötlands län
| Namn                                                         | Typ av museum | Kommun, ort               | Adress Koordinat | ID-nr      | Bild                                                                                        |
| ------------------------------------------------------------ | ------------- | ------------------------- | --- | ---------- | ------------------------------------------------------------------------------------------- |
| Godegårds bruks- och porslinsmuseum                          |               | Motala, Godegård          | Godegårds bruk 58.74518, 15.17865 | 4607, 4608 | Ladda upp en till bild av detta arbetslivsmuseum                                            |
| Motala museum/Charlottenborgs slott                          |               | Motala, Motala            | Strandvägen 71 58.53985, 15.06477 | 4511       | Ladda upp en till bild av detta arbetslivsmuseum                                            |
| Ingvastebo såg och kvarn                                     |               | Linköping, Nykil          | 58.2093, 15.44273 | 4674       | Ladda upp en bild av detta arbetslivsmuseum                                                 |
| Norrköping minns F 13                                        |               | Norrköping, Norrköping    | Lansengatan 5 58.60627, 16.11693 | 4632       | Ladda upp en bild av detta arbetslivsmuseum                                                 |
| Onkel Adamsgården                                            |               | Linköping, Linköping      | Hunnebergsgatan 30 A 58.41303, 15.60972 | 4579       | Se fler bilder av detta arbetslivsmuseum · Ladda upp en till bild av detta arbetslivsmuseum |
| Friluftsmuseet Gamla Linköping                               |               | Linköping, Linköping      | Gamla Linköping, ca 2 km väster om Linköpings centrum 58.40623, 15.58815 | 4578       | Ladda upp en till bild av detta arbetslivsmuseum                                            |
| Kuskens museum                                               |               | Norrköping, Norrköping    | 58.5944, 16.1871 | 4402       | Ladda upp en till bild av detta arbetslivsmuseum                                            |
| Tekniska verkens museum                                      |               | Linköping, Linköping      | Valla friluftsområde 58.40135, 15.58205 | 2697       | Ladda upp en till bild av detta arbetslivsmuseum                                            |
| Skogsbruksmuseet i Magnehult                                 |               | Finspång, Åby             | Magnehult 58.81107, 16.04037 | 4286       | Ladda upp en bild av detta arbetslivsmuseum                                                 |
| Salvedals skjutshåll                                         |               | Åtvidaberg, Åtvidaberg    | Salvedal (mellan sjöarna Borken och Såken) 58.28073, 16.15057 | 4285       | Ladda upp en bild av detta arbetslivsmuseum                                                 |
| Ulrika museum                                                |               | Linköping, Ulrika         | Kisavägen 18 58.12367, 15.42945 | 4567       | Ladda upp en till bild av detta arbetslivsmuseum                                            |
| Svenskt Porslinsmuseum                                       |               | Motala, Godegård          | Godegårds säteri 58.74435, 15.17983 | 2518       | Ladda upp en bild av detta arbetslivsmuseum                                                 |
| Vadstena Spetsmuseum                                         |               | Vadstena, Vadstena        | Gottfrid Larsson-gården på Skänningeg. 9 58.4477, 14.89613 | 2514       | Ladda upp en bild av detta arbetslivsmuseum                                                 |
| Gamla Skeninge                                               |               | Mjölby, Skänninge         | Järntorget 58.3972, 15.08585 | 2515       | Ladda upp en till bild av detta arbetslivsmuseum                                            |
| Garnisonsmuseet i Linköping                                  |               | Linköping, Linköping      | utanför garnisonsområdet 58.39533, 15.61012 | 2516       | Se fler bilder av detta arbetslivsmuseum · Ladda upp en till bild av detta arbetslivsmuseum |
| Flygvapenmuseum                                              |               | Linköping, Linköping      | Carl Cederströms gata 2, Malmslätt 58.41088, 15.52372 | 2510       | Se fler bilder av detta arbetslivsmuseum · Ladda upp en till bild av detta arbetslivsmuseum |
| Forsaströms järnbruk                                         |               | Åtvidaberg, Forsaström    | Forsaström 58.17985, 16.10968 | 2511       | Ladda upp en bild av detta arbetslivsmuseum                                                 |
| Grafiska Museet i Gamla Linköping                            |               | Linköping, Linköping      | Gamla Linköping 58.40553, 15.59078 | 2512       | Ladda upp en bild av detta arbetslivsmuseum                                                 |
| Färgargården                                                 |               | Norrköping, Norrköping    | Värdshusgatan 8 58.58758, 16.1673 | 2513       | Se fler bilder av detta arbetslivsmuseum · Ladda upp en till bild av detta arbetslivsmuseum |
| Finspångs skolmuseum                                         |               | Finspång, Finspång        | Nyhemsskolan 58.70005, 15.7703 | 2508       | Ladda upp en bild av detta arbetslivsmuseum                                                 |
| Finspångs bruksmuseum                                        |               | Finspång, Finspång        | Bruksgatan 25 58.70932, 15.76958 | 2506       | Ladda upp en till bild av detta arbetslivsmuseum                                            |
| Kisa Emigrantmuseum                                          |               | Kinda, Kisa               | Storgatan 10 57.9874, 15.63466 | 2505       | Ladda upp en till bild av detta arbetslivsmuseum                                            |
| Ellen Keys Strand                                            |               | Ödeshög, Ödeshög          | Strand, Alvastra ÖDESHÖG 58.295, 14.64107 | 2504       | Ladda upp en till bild av detta arbetslivsmuseum                                            |
| Åtvidabergs bruks- och Facitmuseum                           |               | Åtvidaberg, Åtvidaberg    | Gamla Åssa, Bryggaregatan 2 58.19915, 16.00395 | 2503       | Ladda upp en till bild av detta arbetslivsmuseum                                            |
| Brandkårsmuseet i Simonstorp                                 |               | Norrköping, Simonstorp    | Skrovsjövägen 20, Simonstorp 58.79093, 16.1478 | 2502       | Se fler bilder av detta arbetslivsmuseum · Ladda upp en till bild av detta arbetslivsmuseum |
| BP nostalgimack                                              |               | Kinda, Björkfors          | Oppebyvägen 34 58.02202, 15.89703 | 2501       | Ladda upp en bild av detta arbetslivsmuseum                                                 |
| Boxholms bruksmuseum                                         |               | Boxholm, Boxholm          | Masugnsvägen, följ skyltar från riksväg 32 58.19243, 15.04807 | 2500       | Se fler bilder av detta arbetslivsmuseum · Ladda upp en till bild av detta arbetslivsmuseum |
| Norrköpings stadsmuseum                                      |               | Norrköping, Norrköping    | Holmbrogränd, en tvärgata till Västgötegatan 58.58998, 16.18012 | 4175       | Se fler bilder av detta arbetslivsmuseum · Ladda upp en till bild av detta arbetslivsmuseum |
| SA fotomuseum                                                |               | Motala, Motala            | Nykyrka 348 58.63257, 14.99793 | 4172       | Ladda upp en bild av detta arbetslivsmuseum                                                 |
| Mjölby hembygdsgård                                          |               | Mjölby, Mjölby            | Norrgårdsgatan 15 58.32855, 15.12973 | 2538       | Se fler bilder av detta arbetslivsmuseum · Ladda upp en till bild av detta arbetslivsmuseum |
| Intresseföreningen Motala Verkstad                           |               | Motala, Motala            | Varvsgatan 10 58.54945, 15.0685 | 2532       | Ladda upp en bild av detta arbetslivsmuseum                                                 |
| Kornettgårdens Samlingar och Café Kornettgården              |               | Linköping, Vreta kloster  | 58.4818, 15.39335 | 2533       | Ladda upp en bild av detta arbetslivsmuseum                                                 |
| Hällestad gruvstuga                                          |               | Finspång, Hällestad       | Hällestad storgruva och gruvstuga 58.68002, 15.55767 | 2530       | Ladda upp en bild av detta arbetslivsmuseum                                                 |
| Hävla kvarn                                                  |               | Finspång, Hävla           | 58.9009, 15.84627 | 2531       | Ladda upp en till bild av detta arbetslivsmuseum                                            |
| Medevi brunn                                                 |               | Motala, Medevi brunn      | 58.67288, 14.96425 | 2537       | Se fler bilder av detta arbetslivsmuseum · Ladda upp en till bild av detta arbetslivsmuseum |
| Svenska kyrkans museum                                       |               | Norrköping, Norrköping    | Norra Rådstugugatan 7 58.59278, 16.1901 | 2534       | Ladda upp en till bild av detta arbetslivsmuseum                                            |
| Leksaksmuseum                                                |               | Vadstena, Vadstena        | Hamngatan 3 58.4444, 14.88167 | 2535       | Ladda upp en bild av detta arbetslivsmuseum                                                 |
| Löfstad slott                                                |               | Norrköping, Norrköping    | Axel Lillies väg 58.55212, 16.03623 | 4406       | Se fler bilder av detta arbetslivsmuseum · Ladda upp en till bild av detta arbetslivsmuseum |
| Horva kvarn                                                  |               | Kinda, Tidersrum          | Tidersrum 57.8379, 15.55052 | 2525       | Ladda upp en bild av detta arbetslivsmuseum                                                 |
| Holmens museum                                               |               | Norrköping, Norrköping    | Strykbrädan, Laxholmen 58.589, 16.18037 | 2524       | Ladda upp en till bild av detta arbetslivsmuseum                                            |
| Hultgrensmuseet                                              |               | Ydre, Österbymo           | Torggatan 2 57.82535, 15.27647 | 2527       | Ladda upp en bild av detta arbetslivsmuseum                                                 |
| Hospitalsmuseet i Vadstena                                   |               | Vadstena, Vadstena        | Lastköpingsgatan 7 58.45155, 14.89402 | 2526       | Ladda upp en till bild av detta arbetslivsmuseum                                            |
| Gustavssons traktorer                                        |               | Valdemarsvik, Gusum       | Stenkulla, Syntorp 58.2852, 16.50697 | 2521       | Ladda upp en bild av detta arbetslivsmuseum                                                 |
| Grindstugan                                                  |               | Finspång, Rejmyre         | Rejmyre 58.8291, 15.93265 | 2520       | Ladda upp en till bild av detta arbetslivsmuseum                                            |
| Harstena byskola                                             |               | Valdemarsvik, Harstena    | Harstena, Valdemarsvik 58.25332, 17.01023 | 2523       | Ladda upp en bild av detta arbetslivsmuseum                                                 |
| Gusums bruksmuseum                                           |               | Valdemarsvik, Gusum       | Syntorp 58.2845, 16.50787 | 2522       | Ladda upp en bild av detta arbetslivsmuseum                                                 |
| Häfla hammarsmedja                                           |               | Finspång, Hävla           | Hävla 58.90045, 15.82507 | 2529       | Se fler bilder av detta arbetslivsmuseum · Ladda upp en till bild av detta arbetslivsmuseum |
| Hults bruks smidescentrum                                    |               | Norrköping, Hults bruk    | Hults Bruk 58.67292, 16.12797 | 2528       | Ladda upp en bild av detta arbetslivsmuseum                                                 |
| Svenska Fergussonklubben Grålle                              |               | Valdemarsvik, Ringarum    | Ringarum 58.33608, 16.44175 | 4371       | Ladda upp en bild av detta arbetslivsmuseum                                                 |
| Åkerbo maskinhistoriska förening                             |               | Linköping, Linghem        | Lundby, Linghem 58.82402, 16.34315 | 4457       | Ladda upp en bild av detta arbetslivsmuseum                                                 |
| Rejmyre glasmuseum                                           |               | Finspång, Rejmyre         | Reijmyre Glasbruk, Glasbruksvägen 58.8306, 15.92802 | 2550       | Ladda upp en bild av detta arbetslivsmuseum                                                 |
| Sankt Anna skärgårdsmuseum                                   |               | Söderköping, Tyrislöt     | 58.3239, 16.89398 | 2551       | Se fler bilder av detta arbetslivsmuseum · Ladda upp en till bild av detta arbetslivsmuseum |
| Skolmuseet                                                   |               | Åtvidaberg, Åtvidaberg    | Bryggaregatan 58.19942, 16.00258 | 2553       | Ladda upp en till bild av detta arbetslivsmuseum                                            |
| Norrköpings skolmuseum                                       |               | Norrköping, Norrköping    | Oskarsskolan 58.59025, 16.198 | 2554       | Ladda upp en till bild av detta arbetslivsmuseum                                            |
| Skomakerimuseet                                              |               | Ydre, Österbymo           | Ydregården 37 57.8355, 15.26708 | 2555       | Ladda upp en bild av detta arbetslivsmuseum                                                 |
| Skånska Lasses hus                                           |               | Mjölby, Mjölby            | Sandgatan 12 58.33418, 15.13518 | 2556       | Ladda upp en bild av detta arbetslivsmuseum                                                 |
| Smedstorps dubbelgård                                        |               | Ydre, Ydre                | Ydre 57.94318, 15.41338 | 2557       | Se fler bilder av detta arbetslivsmuseum · Ladda upp en till bild av detta arbetslivsmuseum |
| Soldattorpet Ekelid                                          |               | Kinda, Rimforsa           | Oppeby 58.03725, 15.82418 | 2558       | Ladda upp en bild av detta arbetslivsmuseum                                                 |
| Stadsmuseum                                                  |               | Mjölby, Skänninge         | Skänninge rådhus 58.39547, 15.08668 | 2559       | Ladda upp en till bild av detta arbetslivsmuseum                                            |
| Målerimuseum i Gamla Linköping                               |               | Linköping, Linköping      | Hållgården, Gamla Linköping 58.40682, 15.58865 | 4410       | Ladda upp en till bild av detta arbetslivsmuseum                                            |
| Kölefors vaddfabrik                                          |               | Kinda, Kisa               | Åtorps gård (sväng av RV 34 norr om Kisa) 58.03638, 15.6599 | 4270       | Se fler bilder av detta arbetslivsmuseum · Ladda upp en till bild av detta arbetslivsmuseum |
| Finspångs Turbinhistoriska Museum                            |               | Finspång, Finspång        | 58.71012, 15.77212 | 4098       | Ladda upp en bild av detta arbetslivsmuseum                                                 |
| Museilägenheterna                                            |               | Motala, Motala            | Verkstadsvägen 78 58.55005, 15.07305 | 2543       | Ladda upp en bild av detta arbetslivsmuseum                                                 |
| Museihuset med leksaksbilmuseet och motorbåtmuseet           |               | Linköping, Vreta kloster  | Ljungs Westra 590 76 58.51887, 15.42715 | 2542       | Ladda upp en bild av detta arbetslivsmuseum                                                 |
| Risten–Lakviks Järnväg                                       |               | Åtvidaberg, Åtvidaberg    | Lakvik station 58.30555, 16.02267 | 2541       | Se fler bilder av detta arbetslivsmuseum · Ladda upp en till bild av detta arbetslivsmuseum |
| Motala Motormuseum                                           |               | Motala, Motala            | Hamnen 58.53358, 15.03728 | 2540       | Se fler bilder av detta arbetslivsmuseum · Ladda upp en till bild av detta arbetslivsmuseum |
| Ångslupen S/S Moa af Norrköping, Norrköpings ångbåtsförening |               | Norrköping, Norrköping    | Herstabergs varvsområde 58.60695, 16.20813 | 2547       | Ladda upp en till bild av detta arbetslivsmuseum                                            |
| Nartorps gruvor                                              |               | Söderköping, Söderköping  | Nartorps gård 58.37828, 16.57115 | 2545       | Ladda upp en bild av detta arbetslivsmuseum                                                 |
| Norrköpings Spårvägsmuseum                                   |               | Norrköping, Norrköping    | 58.58573, 16.20465 | 2544       | Ladda upp en till bild av detta arbetslivsmuseum                                            |
| Pumpverksmuseet                                              |               | Norrköping, Norrköping    | Intill Vattenverksvägen 58.5938, 16.12242 | 2549       | Ladda upp en bild av detta arbetslivsmuseum                                                 |
| Marmorbruksmuseet på Kolmården                               |               | Norrköping, Kolmården     | Marmorbruksvägen 10 58.66082, 16.4239 | 4316       | Ladda upp en bild av detta arbetslivsmuseum                                                 |
| Motala Industrimuseum                                        |               | Motala, Motala            | Motala Industrimuseum är beläget i en av verkstadbyggnaderna i gamla Motala Verkstadsområdet, intill Göta kanal. 58.54845, 15.07058 | 4221       | Ladda upp en bild av detta arbetslivsmuseum                                                 |
| Övralid                                                      |               | Motala, Övralid           | Nykyrka 58.60752, 14.9437 | 2576       | Se fler bilder av detta arbetslivsmuseum · Ladda upp en till bild av detta arbetslivsmuseum |
| Österfors smedja                                             |               | Ydre, Österbymo           | 57.82345, 15.26248 | 2574       | Ladda upp en bild av detta arbetslivsmuseum                                                 |
| Åtvidabergs hembygdsgård                                     |               | Åtvidaberg, Åtvidaberg    | Fabrikskullen 58.19357, 16.00035 | 2572       | Ladda upp en bild av detta arbetslivsmuseum                                                 |
| Öjebro kvarnby                                               |               | Mjölby, Mantorp           | Öjebro 58.37655, 15.1934 | 2573       | Ladda upp en bild av detta arbetslivsmuseum                                                 |
| ÅSSA Industri- och bilmuseum                                 |               | Åtvidaberg, Åtvidaberg    | Gamla Åssa, Bryggaregatan 2 58.19884, 16.00324 | 2570       | Se fler bilder av detta arbetslivsmuseum · Ladda upp en till bild av detta arbetslivsmuseum |
| Westmanska vagnmuseet                                        |               | Linköping, Linköping      | Valla fritidsområde 58.40057, 15.58147 | 2756       | Ladda upp en till bild av detta arbetslivsmuseum                                            |
| Östergötlands Järnvägsmuseum                                 |               | Linköping, Linköping      | Valla fritidsområde 58.40143, 15.58577 | 2757       | Ladda upp en till bild av detta arbetslivsmuseum                                            |
| Odalmannens museum                                           |               | Linköping, Linköping      | Valla fritidsområde 58.40057, 15.58147 | 2755       | Ladda upp en till bild av detta arbetslivsmuseum                                            |
| Ydre skolmuseum                                              |               | Ydre, Österbymo           | Asby kyrkväg 57.90437, 15.2045 | 2569       | Ladda upp en bild av detta arbetslivsmuseum                                                 |
| Västra Ny hembygdsförenings lantbruksmuseum                  |               | Motala, Övralid           | 58.60775, 14.94383 | 2568       | Ladda upp en bild av detta arbetslivsmuseum                                                 |
| Svintuna Kvarn                                               |               | Norrköping, Norrköping    | Sandviken 58.65903, 16.39217 | 2561       | Ladda upp en till bild av detta arbetslivsmuseum                                            |
| Sveriges Rundradiomuseum                                     |               | Motala, Motala            | Radiovägen 58.54545, 15.04203 | 2560       | Se fler bilder av detta arbetslivsmuseum · Ladda upp en till bild av detta arbetslivsmuseum |
| Lantbruksmuseet i Ljusfallshammar                            |               | Finspång, Ljusfallshammar | Hyttsjövägen, Ljusfallshammar 58.79255, 15.50482 | 2563       | Ladda upp en till bild av detta arbetslivsmuseum                                            |
| Tignemåla skolmuseum                                         |               | Kinda, Rimforsa           | Tignemåla skola ligger ca 30 km från Linköping och 7,5 km från Rimforsa. Från Linköping på väg 34 tar du av mot Törnevik, varifrån det är 2,5 km. Från Rimforsa åk mot Ulrika, ta av mot Törnevik och efter 4 km är du framme. 58.16882, 15.59928 | 2562       | Ladda upp en bild av detta arbetslivsmuseum                                                 |
| Vadstena MC- och traktormuseum                               |               | Vadstena, Vadstena        | Granne med Värmeverket 58.45758, 14.92853 | 2565       | Ladda upp en bild av detta arbetslivsmuseum                                                 |
| Trankokeriet                                                 |               | Valdemarsvik, Harstena    | Harstena, Valdemarsvik 58.25468, 17.00657 | 2564       | Ladda upp en bild av detta arbetslivsmuseum                                                 |
| Wiaholms garverimuseum                                       |               | Åtvidaberg, Åtvidaberg    | Wiaholm, Falerum 58.14713, 16.19487 | 2567       | Ladda upp en bild av detta arbetslivsmuseum                                                 |
| Wadstena-Fogelsta Järnväg                                    |               | Vadstena, Vadstena        | Järnvägsstationen 58.44448, 14.88382 | 2566       | Ladda upp en bild av detta arbetslivsmuseum                                                 |
| Bjäsäters kvarn                                              |               | Linköping, Ljungsbro      | Stjärnorp 58.56015, 15.597 | 4116       | Ladda upp en bild av detta arbetslivsmuseum                                                 |
| Råås kvarn                                                   |               | Ydre, Tranås              | Väg 131 mot Österbymo, 16 km från Tranås se skult vid mack och sväng höger, följ skylt 57.92997, 15.12363 | 4114       | Ladda upp en till bild av detta arbetslivsmuseum                                            |
| Veteranmotorklubben i Ydre                                   |               | Ydre, Österbymo           | 57.83415, 15.26868 | 4455       | Ladda upp en bild av detta arbetslivsmuseum                                                 |
| Lokstallet i Kisa                                            |               | Kinda, Kisa               | Lokstallet i Kisa 57.98292, 15.63398 | 4105       | Se fler bilder av detta arbetslivsmuseum · Ladda upp en till bild av detta arbetslivsmuseum |
| Linköpings Slotts- och Domkyrkomuseum                        |               | Linköping, Linköping      | Borggården 58.4106, 15.61587 | 4469       | Ladda upp en bild av detta arbetslivsmuseum                                                 |
| Björkekinds hembygdsförenings museum                         |               | Norrköping, Vikbolandet   | Kuddby 58.52757, 16.47555 | 4272       | Ladda upp en bild av detta arbetslivsmuseum                                                 |
| Arbetets museum                                              |               | Norrköping, Norrköping    | Laxholmen 58.58903, 16.1804 | 4566       | Se fler bilder av detta arbetslivsmuseum · Ladda upp en till bild av detta arbetslivsmuseum |

## Tidigare arbetslivsmuseer i Östergötlands län
- Id-nr 2509, Fiskerimuseet, Borghamn.
- Id-nr 4373, Lanthandeln i Å, Å, Vikbolandet.
- Id-nr 2548, Polismuseum, Norrköping.
- Id-nr 2499, Borensbergs kraftstations museer, Borensberg.
- Id-nr 4218, Kraftstationen i Drags, Norrköping.
- Id-nr 2552, Sjöberga lanthandelsmuseum, Åtvidaberg.